# 李盛春
李盛春（1543年—1601年），字淑元，號夢池，湖廣黃州府蘄州衛人，官籍，明朝政治人物。

## 生平
嘉靖四十三年（1564年）甲子科湖廣鄉試第四十六名舉人。隆慶五年（1571年）中式辛未科會試第四十一名，二甲第十九名進士。初选取庶吉士，万历元年（1573年）五月授吏科给事中，四年升本科右，巡视太仓银库，出为广东岭东道右参议，七年正月以病乞休。十四年正月起为江西右参议，五月升福建按察司副使，清军驿传，兼兵备福州，十五年二月提督學政。十六年以母忧去职。十九年十一月起補福建原职，二十年九月升浙江参政，寻改江西左参政，二十一年正月升太仆寺少卿，十月升右通政，二十二年三月升右佥都御史、巡抚保定提督紫荆等关，因阻扰矿监王虎开采被嚴旨切责。二十六年加升右副都御史，十二月升南京兵部右侍郎，次年二月自陈致仕。二十九年七月卒，三十年賜祭葬，三十八年追謚恭质。
在京师觀政時，与裴應章、蔡夢説有“三酸”之號。

## 家族
曾祖李景，千戶；祖父李珍，千戶；父李儒，千戶。母黃氏（封宜人）。慈侍下。兄李同春（指挥佥事）、李得春、李孟春（贡士）。弟李际春。